# Metopina costalis
Metopina costalis är en tvåvingeart som beskrevs av Borgmeier 1959. Metopina costalis ingår i släktet Metopina och familjen puckelflugor. Inga underarter finns listade i Catalogue of Life.